# Поплавская, Марина Францевна
Мари́на Фра́нцевна Попла́вская (укр. Марина Францівна Поплавська; 9 марта 1970, Новоград-Волынский, Житомирская область — 20 октября 2018, Милая, Киевская область) — украинская актриса, продюсер, комик, педагог. Прима проектов «Дизель Студио». Кавалер Ордена «За заслуги» III степени (2018, посмертно), Почетный гражданин Житомира (2018, посмертно).

## Биография
Родилась в семье Франца Петровича Поплавского и Нины Александровны Филипповой. Имела сестру Людмилу. Окончила филологический факультет Житомирского государственного университета имени Ивана Франко по специальности «украинский язык и литература».
После окончания университета начала работать в Житомирской школе № 26, а потом № 33. Проработала там учителем украинского языка и литературы больше 20 лет. Также Марина вела местный драмкружок.
В 1993 году была приглашена в команду КВН «Девчонки из Житомира». В 1998 году они выступали в Высшей лиге КВН. Позже команда неоднократно принимала участие в музыкальном фестивале «Голосящий КиВиН», получая награды в 1997 и 2011 годах. После успешных выступлений Поплавская была приглашена на НТВ для участия в скетч-шоу «На троих».
С 2015 года принимала участие в юмористической передаче «Дизель-шоу».

### Смерть
20 октября 2018 года в 06:43 утра погибла на 49-м году жизни в автокатастрофе в Киевской области возле села Милая, когда автобус с актёрами из «Дизель-шоу» врезался в грузовик. Пострадали также актёры Яна Глущенко, Евгений Сморигин и Егор Крутоголов.
Прощание с Поплавской прошло 21 октября 2018 года в 10:45 в Октябрьском дворце города Киева. На следующий день прощание было в Житомире в зале Житомирского академического музыкально-драматического театра им. И. Кочерги. Затем прошло отпевание в Кафедральном Соборе Святой Софии.
22 октября 2018 года Поплавская была похоронена на Корбутовском кладбище на Центральной Аллее в Житомире.

## Личная жизнь
Марина Поплавская заявляла, что её корни берут начало от польской знати — прадед Вицентий Левандовский был польским бароном.

## Фильмография
- 2004 — «Четыре любови»
- 2007 — «Возвращение блудного мужа»
- 2007 — «Дни надежды»
- 2015 — «На троих»
- 2015—2016 — «Это любовь»
- 2015 — «Країна У» (Страна У) — Тамара Васильевна
- 2015—2018 — «Дизель Шоу»
- 2013—2014 — «Как закалялся стайл» — комендант
- 2018 — «Красота требует жертв» — Карина

## Награды
- Лауреат Международного музыкального фестиваля КВН, дважды чемпион Ассоциации КВН Украины, руководитель и продюсер телевизионной команды КВН «Девчонки из Житомира» (лауреат «Голосящего КиВиНа» в Юрмале 1997 и 2011).
- 8 ноября 2018 года на сессии Житомирского горсовета Марине Поплавской было присвоено звание «Почётный гражданин города Житомира» (посмертно)[6].
- Президент Украины Пётр Порошенко наградил Марину Поплавскую Орденом «За заслуги» III степени (посмертно, 2018)[7].

## Память
- 2018 — «Марина Поплавська. Королева Гумору» (документальный фильм, ICTV)[8].